# Partito dei Liberal Democratici
Il Partito dei Liberal Democratici (in croato: Stranka liberalnih demokrata - LIBRA) è stato un partito politico di orientamento liberal-democratico attivo in Croazia dal 2002 al 2005, quando è confluito nella nuova formazione denominata Partito Popolare Croato - Liberal Democratici.
Fu fondato da alcuni esponenti del Partito Social-Liberale Croato dopo che questo abbandonò la coalizione di governo con il Partito Socialdemocratico di Croazia. In occasione delle elezioni parlamentari in Croazia del 2003, LIBRA si presentò in una lista unitaria con SDP, IDS, LS. La Lista ottenne 22,6%, eleggendo 43 seggi, 3 dei quali andarono a LIBRA.